# Denron Daniel
Denron Daniel (Rose Hill, 14 marzo 1989) è un calciatore grenadino, attaccante dell'Hard Rock.

## Carriera

### Club
Comincia a giocare in patria, all'Hard Rock. Nel 2014 si trasferisce a Trinidad e Tobago, al Cunupia. Nel 2016 torna all'Hard Rock.

### Nazionale
Ha debuttato in Nazionale il 4 luglio 2009, in Grenada-Stati Uniti (0-4). Ha messo a segno la sua prima rete con la maglia della Nazionale il 23 aprile 2013, nell'amichevole Grenada-Santa Lucia (2-1), in cui ha siglato la rete del definitivo 2-1. Ha messo a segno la sua prima doppietta con la maglia della Nazionale il 4 maggio 2015, in Dominica-Grenada (3-5), in cui ha segnato le reti del 3-4 e del 3-5. Ha partecipato, con la Nazionale, alla Gold Cup 2009. Ha collezionato in totale, con la maglia della Nazionale, 12 presenze e 4 reti.